# Torneo Apertura 2024 de Primera División (Guatemala)
El Torneo Apertura 2024 de la Primera División de Guatemala (denominado Torneo Doradobet por motivos de patrocinio) fue la edición número 45 de la máxima categoría de ascenso en Guatemala desde el cambio de formato en la temporada 2002−03. El torneo dio inicio a la temporada 2024−25 de la categoría. El Deportivo Mictlán, se corono campeón al finalizar el torneo tras derrotar en la serie final al Sacachispas, obteniendo su tercer título en Primera División; ambos equipos clasificaron a las series de ascenso 2025, en búsqueda de la promoción a la Liga Nacional de Fútbol de Guatemala. 
El torneo fue la última edición bajo el patrocinio de la casa de apuestas curazoleña Doradobet. 

## Sistema de competición
El torneo de Primera División DoradoBet 2024−25 se divide en dos partes:
- Fase de clasificación: 18 fechas de 10 partidos cada una, para un total de 180 partidos.
- Fase final: 11 series de eliminación directa en partidos de ida y vuelta, para un total de 22 partidos.

### Fase de clasificación
En la fase de clasificación se utilizará el sistema de puntos. La ubicación en la tabla general está sujeta a lo siguiente:
- Por juego ganado se obtendrán tres puntos.
- Por juego empatado se obtendrá un punto.
- Por juego perdido no se otorgan puntos.

En esta fase participan los 20 clubes de la liga, divididos en 2 grupos de 10 equipos según proximidad geográfica, jugando cada equipo 2 veces contra sus 9 rivales de grupo, para un total de 18 fechas.
El orden de los clubes al final de la fase de calificación del torneo corresponderá a la suma de los puntos obtenidos por cada uno de ellos y se presentará en forma descendente en ambos grupos. Si al finalizar las 18 jornadas del torneo, dos o más clubes estuviesen empatados en puntos, su posición en la tabla de grupo estará determinada atendiendo a los siguientes criterios de desempate:
1. Mejor diferencia entre los goles anotados y recibidos y goles.
2. Mayor número de goles anotados.
3. Marcadores particulares entre los clubes empatados.
4. Mayor número de goles anotados como visitante.
5. Mejor ubicado en la tabla general de cociente
6. Tabla Fair Play
7. Sorteo.

Para determinar los lugares que ocuparán los clubes que participen en la fase final del torneo se tomará como base cada una de las tablas de grupo.
Así pues, los equipos clasificados a la fase final por el título serán:
- Los equipos 1° y 2° en cada grupo. Clasificando directamente a cuartos de final.
- Los equipos 3°, 4°, 5° y 6° de cada grupo. Clasifican a la ronda de acceso a cuartos de final.

### Fase final
Consta de 4 rondas a eliminación directa:
- Acceso a cuartos de final
- Cuartos de final
- Semifinales
- Final

Todas las rondas se juegan a visita recíproca, siendo el equipo mejor posicionado en la tabla general quien reciba el partido de vuelta en casa.
Si tras finalizar los dos partidos ambos equipos se encuentran empatados en el marcador global, se jugarán 2 tiempos extras de 15 minutos cada uno; de persistir el empate, el clasificado se define a través de tiros desde el punto penal.

#### Acceso a cuartos de final
Participan en esta fase los equipos del 3.° al 6.° puesto de cada grupo, enfrentándose de manera cruzada entre grupos:
- 3°. del Grupo A vs 6.° del Grupo B
- 4.° del Grupo A vs 5.° del Grupo B
- 3.° del Grupo B vs 6.° del Grupo A
- 4.° del Grupo B vs 5.° del Grupo A

Los ganadores de las series según los criterios establecidos clasificarán a los cuartos de final.

#### Cuartos de final
Los dos primeros lugares de cada grupo se encuentran clasificados automáticamente a esta fase, siendo ordenados en una tabla específica según su desempeño en la fase de clasificación. De la misma manera, los cuatro equipos clasificados de la fase anterior se ordenan según su desempeño en fase de clasificación.
De este modo, los enfrentamientos se ordenan de modo que:
- 1.° vs 8.°
- 2.° vs 7.°
- 3.° vs 6.°
- 4.° vs 5.°

Los ganadores de las series según los criterios establecidos clasificarán a las semifinales.

#### Semifinales
Los cuatro equipos clasificados desde la ronda anterior se ordenan según su desempeño en la fase de clasificación. De modo que:
- 1.° vs 4.°
- 2.° vs 3.°

Los ganadores de las series según los criterios establecidos clasificarán a la serie final y a las series de ascenso.

#### Final
Los dos equipos clasificados de la ronda anterior se enfrentarán en la ronda final. El equipo con mejor desempeño durante la fase de clasificación recibirá el partido de vuelta en su estadio.
El ganador de la serie según los criterios establecidos será nombrado campeón de la categoría.

## Equipos participantes[3]

### Ascensos y descensos
- Juventud Pinulteca vendió su ficha en Liga Nacional al descendido Deportivo Zacapa, desapareciendo del fútbol federado.[4][5]

| Pos. | Descendidos desde la Liga Nacional 2023−24 |
| ---- | ------------------------------------------ |
| 11   | Zacapa                                     |
| 12   | Coatepeque                                 |

| Pos.  | Ascendidos desde la Primera División 2023−24 |
| ----- | -------------------------------------------- |
| C&F   | Marquense                                    |
| Prom. | Juventud Pinulteca                           |

| Pos.   | Ascendidos desde la Segunda División 2023−24 |
| ------ | -------------------------------------------- |
| Prm.1  | La Libertad                                  |
| Prm.1  | Pajapita                                     |
| Prm. 2 | AFF Guatemala                                |
| Prmv.  | Gualán                                       |

| Pos.   | Descendidos a la Segunda División 2024−25 |
| ------ | ----------------------------------------- |
| Fich.  | Nueva Concepción                          |
| Fich.  | Heredia                                   |
| 10°. B | Fraijanes                                 |
| 10.º A | Sololá                                    |

### Grupo A
| Equipo            | Ciudad                   | Estadio                               | Capacidad | Fundación      |
| ----------------- | ------------------------ | ------------------------------------- | --------- | -------------- |
| Quiché FC         | Santa Cruz del Quiché    | Municipal de Santa Cruz del Quiché    | 4 000     | 1956 (68 años) |
| Juventud Copalera | San Ildefonso Ixtahuacán | José Antonio Castillo y Castillo      | n/d       | n/d            |
| Pajapita          | Pajapita                 | Estadio Municipal Dionisio Echeverría |           |                |
| La Libertad       | La Libertad              | Estadio Comunal de La Mesilla         | 5 000     | 2006 (18 años) |
| Coatepeque        | Coatepeque               | Israel Barrios                        | 20 000    | 1967 (57 años) |
| Iztapa            | Iztapa                   | Estadio Municipal El Morón            | 3 500     | 2001 (24 años) |
| San Pedro         | San Pedro Sacatepéquez   | Estadio Municipal de San Pedro        | 4 000     | 1994 (30 años) |
| Suchitepéquez     | Mazatenango              | Carlos Salazar Hijo                   | 10 000    | 1960 (64 años) |
| Democracia FC     | La Democracia            | Municipal La Democracia               | n/d       | n/d            |
| Nueva Concepción  | Nueva Concepción         | José Luis Ibarra                      | 2 000     | 1994 (30 años) |

### Grupo B
| Equipo                    | Ciudad                    | Estadio                                      | Capacidad | Fundación      |
| ------------------------- | ------------------------- | -------------------------------------------- | --------- | -------------- |
| Aurora                    | Ciudad de Guatemala       | Julio Armando Cóbar                          | 7 000     | 1945 (80 años) |
| Barberena                 | Barberena                 | Complejo Polideportivo Rubelio Recinos Corea | 5 000     | 2014 (10 años) |
| Chiquimulilla             | Chiquimulilla             | Los Conacastes                               | 1 000     | TBA            |
| Santa Lucía Cotzumalguapa | Santa Lucía Cotzumalguapa | Estadio Municipal Cotzumalguapa              | 9 000     | 2014 (10 años) |
| CF Universidad            | Ciudad de Guatemala       | Estadio Revolución                           | 5 000     | 2022 (2 años)  |
| Gualán                    | Gualán                    |                                              |           |                |
| Mictlán                   | Asunción Mita             | La Asunción                                  | 5 000     | 1960 (64 años) |
| AFF Guatemala             | San Miguel Petapa         | Julio Armando Cóbar                          |           |                |
| Sacachispas               | Chiquimula                | Las Victorias                                | 9 500     | 1948 (76 años) |
| San Benito                | San Benito                | Julián Tesucún                               | 5 000     | 1993 (31 años) |

## Fase de clasificación

### Grupo A

#### Tabla
| Pos. | Equipos           | Pts. | PJ | G | E | P  | GF | GC | Dif. | Clasificación             |
| ---- | ----------------- | ---- | -- | - | - | -- | -- | -- | ---- | ------------------------- |
| 1    | Suchitepéquez     | 31   | 18 | 8 | 7 | 3  | 19 | 10 | 9    | Cuartos de final          |
| 2    | San Pedro         | 30   | 18 | 8 | 6 | 4  | 26 | 18 | 8    | Cuartos de final          |
| 3    | Democracia        | 28   | 18 | 8 | 4 | 6  | 26 | 24 | 2    | Acceso a cuartos de Final |
| 4    | Iztapa            | 27   | 18 | 9 | 0 | 9  | 33 | 32 | 1    | Acceso a cuartos de Final |
| 5    | La Libertad       | 26   | 18 | 8 | 2 | 8  | 29 | 22 | 7    | Acceso a cuartos de Final |
| 6    | Nueva Concepción  | 26   | 18 | 7 | 5 | 6  | 24 | 23 | 1    | Acceso a cuartos de Final |
| 7    | Coatepeque        | 24   | 18 | 7 | 3 | 8  | 26 | 25 | 1    |                           |
| 8    | Quiché FC         | 23   | 18 | 6 | 5 | 7  | 34 | 29 | 5    |                           |
| 9    | Juventud Copalera | 18   | 18 | 4 | 6 | 8  | 21 | 36 | -15  |                           |
| 10   | Pajapita          | 16   | 18 | 4 | 4 | 10 | 27 | 46 | -19  |                           |

### Grupo B

#### Tabla
| Pos. | Equipos                   | Pts. | PJ | G  | E | P  | GF | GC | Dif. | Clasificación             |
| ---- | ------------------------- | ---- | -- | -- | - | -- | -- | -- | ---- | ------------------------- |
| 1    | Mictlán                   | 37   | 18 | 11 | 4 | 3  | 26 | 13 | 13   | Cuartos de final          |
| 2    | Santa Lucía Cotzumalguapa | 30   | 18 | 8  | 6 | 4  | 34 | 21 | 13   | Cuartos de final          |
| 3    | San Benito                | 30   | 18 | 8  | 6 | 4  | 31 | 20 | 11   | Acceso a cuartos de Final |
| 4    | Sacachispas               | 29   | 18 | 8  | 5 | 5  | 36 | 19 | 17   | Acceso a cuartos de Final |
| 5    | Aurora                    | 28   | 18 | 8  | 4 | 6  | 28 | 17 | 11   | Acceso a cuartos de Final |
| 6    | Chiquimulilla             | 26   | 18 | 8  | 5 | 5  | 27 | 26 | 1    | Acceso a cuartos de Final |
| 7    | CF Universidad            | 25   | 18 | 7  | 4 | 7  | 23 | 17 | 6    |                           |
| 8    | AFF Guatemala             | 24   | 18 | 7  | 3 | 8  | 18 | 19 | -1   |                           |
| 9    | Gualán                    | 10   | 18 | 2  | 4 | 12 | 13 | 44 | -31  |                           |
| 10   | Barberena                 | 7    | 18 | 2  | 1 | 15 | 12 | 52 | -40  |                           |

## Fase final

### Cuadro de desarrollo[7]
|  | Cuartos de final                                 | Cuartos de final                                 | Cuartos de final                                 | Cuartos de final                                 | Cuartos de final                                 |   |             | Semifinales                                               | Semifinales                                               | Semifinales                                               | Semifinales                                               | Semifinales                                               |  |         | Final                                         | Final                                         | Final                                         | Final                                         | Final                                         |  |
|  | 30 y 31 de octubre (ida) 3 de noviembre (vuelta) | 30 y 31 de octubre (ida) 3 de noviembre (vuelta) | 30 y 31 de octubre (ida) 3 de noviembre (vuelta) | 30 y 31 de octubre (ida) 3 de noviembre (vuelta) | 30 y 31 de octubre (ida) 3 de noviembre (vuelta) |   |             | 16 y 17 de noviembre (ida) 123 y 24 de noviembre (vuelta) | 16 y 17 de noviembre (ida) 123 y 24 de noviembre (vuelta) | 16 y 17 de noviembre (ida) 123 y 24 de noviembre (vuelta) | 16 y 17 de noviembre (ida) 123 y 24 de noviembre (vuelta) | 16 y 17 de noviembre (ida) 123 y 24 de noviembre (vuelta) |  |         | 30 de noviembre (ida) 8 de diciembre (vuelta) | 30 de noviembre (ida) 8 de diciembre (vuelta) | 30 de noviembre (ida) 8 de diciembre (vuelta) | 30 de noviembre (ida) 8 de diciembre (vuelta) | 30 de noviembre (ida) 8 de diciembre (vuelta) |  |
|  |                                                  |                                                  |                                                  |                                                  |                                                  |   |             |                                                           |                                                           |                                                           |                                                           |                                                           |  |         |                                               |                                               |                                               |                                               |                                               |  |
|  |                                                  |                                                  |                                                  |                                                  |                                                  |   |             |                                                           |                                                           |                                                           |                                                           |                                                           |  |         |                                               |                                               |                                               |                                               |                                               |  |
|  | Aurora                                           | Aurora                                           | 1                                                | 0                                                | 1 (5)                                            |   |             |                                                           |                                                           |                                                           |                                                           |                                                           |  |         |                                               |                                               |                                               |                                               |                                               |  |
|  | Aurora                                           | Aurora                                           | 1                                                | 0                                                | 1 (5)                                            |   |             |                                                           |                                                           |                                                           |                                                           |                                                           |  |         |                                               |                                               |                                               |                                               |                                               |  |
|  | Santa Lucía                                      | Santa Lucía                                      | 1                                                | 0                                                | 1 (3)                                            |   |             |                                                           |                                                           |                                                           |                                                           |                                                           |  |         |                                               |                                               |                                               |                                               |                                               |  |
|  | Santa Lucía                                      | Santa Lucía                                      | 1                                                | 0                                                | 1 (3)                                            |   | Aurora      | Aurora                                                    | 4                                                         | 0                                                         | 4                                                         |                                                           |  |         |                                               |                                               |                                               |                                               |                                               |  |
|  |                                                  |                                                  |                                                  |                                                  |                                                  |   | Aurora      | Aurora                                                    | 4                                                         | 0                                                         | 4                                                         |                                                           |  |         |                                               |                                               |                                               |                                               |                                               |  |
|  |                                                  |                                                  | Mictlán                                          | Mictlán                                          | 3                                                | 2 | 5           |                                                           |                                                           |                                                           |                                                           |                                                           |  |         |                                               |                                               |                                               |                                               |                                               |  |
|  | Nueva Concepción                                 | Nueva Concepción                                 | Mictlán                                          | Mictlán                                          | 3                                                | 2 | 5           | 1                                                         | 0                                                         | 0                                                         |                                                           |                                                           |  |         |                                               |                                               |                                               |                                               |                                               |  |
|  | Nueva Concepción                                 | Nueva Concepción                                 |                                                  |                                                  |                                                  |   |             |                                                           |                                                           | 0                                                         |                                                           |                                                           |  |         |                                               |                                               |                                               |                                               |                                               |  |
|  | Mictlán                                          | Mictlán                                          | 1                                                | 1                                                | 2                                                |   |             |                                                           |                                                           |                                                           |                                                           |                                                           |  |         |                                               |                                               |                                               |                                               |                                               |  |
|  | Mictlán                                          | Mictlán                                          | 1                                                | 1                                                | 2                                                |   |             |                                                           |                                                           |                                                           |                                                           |                                                           |  | Mictlán | Mictlán                                       | 0                                             | 3                                             | 3                                             |                                               |  |
|  |                                                  |                                                  |                                                  |                                                  |                                                  |   |             |                                                           |                                                           |                                                           |                                                           |                                                           |  | Mictlán | Mictlán                                       | 0                                             | 3                                             | 3                                             |                                               |  |
|  |                                                  |                                                  | Sacachispas                                      | Sacachispas                                      | 0                                                | 0 | 0           |                                                           |                                                           |                                                           |                                                           |                                                           |  |         |                                               |                                               |                                               |                                               |                                               |  |
|  | Sacachispas                                      | Sacachispas                                      | Sacachispas                                      | Sacachispas                                      | 0                                                | 0 | 0           | 1                                                         | 0                                                         | 0 (5)                                                     |                                                           |                                                           |  |         |                                               |                                               |                                               |                                               |                                               |  |
|  | Sacachispas                                      | Sacachispas                                      |                                                  |                                                  |                                                  |   |             |                                                           |                                                           | 0 (5)                                                     |                                                           |                                                           |  |         |                                               |                                               |                                               |                                               |                                               |  |
|  | San Pedro                                        | San Pedro                                        | 0                                                | 1                                                | 1 (4)                                            |   |             |                                                           |                                                           |                                                           |                                                           |                                                           |  |         |                                               |                                               |                                               |                                               |                                               |  |
|  | San Pedro                                        | San Pedro                                        | 0                                                | 1                                                | 1 (4)                                            |   | Sacachispas | Sacachispas                                               | 1                                                         | 2                                                         | 3                                                         |                                                           |  |         |                                               |                                               |                                               |                                               |                                               |  |
|  |                                                  |                                                  |                                                  |                                                  |                                                  |   | Sacachispas | Sacachispas                                               | 1                                                         | 2                                                         | 3                                                         |                                                           |  |         |                                               |                                               |                                               |                                               |                                               |  |
|  |                                                  |                                                  | Suchitepéquez                                    | Suchitepéquez                                    | 2                                                | 0 | 2           |                                                           |                                                           |                                                           |                                                           |                                                           |  |         |                                               |                                               |                                               |                                               |                                               |  |
|  | Democracia                                       | Democracia                                       | Suchitepéquez                                    | Suchitepéquez                                    | 2                                                | 0 | 2           | 0                                                         | 0                                                         | 0                                                         |                                                           |                                                           |  |         |                                               |                                               |                                               |                                               |                                               |  |
|  | Democracia                                       | Democracia                                       |                                                  |                                                  |                                                  |   |             |                                                           |                                                           | 0                                                         |                                                           |                                                           |  |         |                                               |                                               |                                               |                                               |                                               |  |
|  | Suchitepéquez                                    | Suchitepéquez                                    | 0                                                | 2                                                | 2                                                |   |             |                                                           |                                                           |                                                           |                                                           |                                                           |  |         |                                               |                                               |                                               |                                               |                                               |  |
|  | Suchitepéquez                                    | Suchitepéquez                                    | 0                                                | 2                                                | 2                                                |   |             |                                                           |                                                           |                                                           |                                                           |                                                           |  |         |                                               |                                               |                                               |                                               |                                               |  |
|  |                                                  |                                                  |                                                  |                                                  |                                                  |   |             |                                                           |                                                           |                                                           |                                                           |                                                           |  |         |                                               |                                               |                                               |                                               |                                               |  |

### Acceso a cuartos de final
| Fechas                         | Local en la ida  | Global       | Local en la vuelta | Ida | Vuelta |
| ------------------------------ | ---------------- | ------------ | ------------------ | --- | ------ |
| 30 de octubre y 3 de noviembre | La Libertad      | 2−4          | Sacachispas        | 1−0 | 1−4    |
| 30 de octubre y 3 de noviembre | Chiquimulilla    | 3−3 (3-5 p.) | Democracia FC      | 0−0 | 3−3    |
| 30 de octubre y 3 de noviembre | Aurora FC        | 5−2          | Iztapa             | 2−0 | 3−2    |
| 31 de octubre y 3 de noviembre | Nueva Concepción | 3−1          | San Benito         | 2−0 | 1−1    |

### Cuartos de final
| Fechas              | Local en la ida  | Global       | Local en la vuelta       | Ida | Vuelta |
| ------------------- | ---------------- | ------------ | ------------------------ | --- | ------ |
| 6 y 9 de noviembre  | Democracia FC    | 0−2          | Suchitepéquez            | 0−0 | 0−2    |
| 7 y 10 de noviembre | Aurora FC        | 1−1 (5-3 p.) | Sta. Lucia Cotzumalguapa | 1−1 | 0−0    |
| 7 y 10 de noviembre | Nueva Concepción | 1−2          | Mictlán                  | 1−1 | 0−1    |
| 7 y 10 de noviembre | Sacachispas      | 1−1 (5-4 p.) | San Pedro                | 1−0 | 0−1    |

### Semifinales
| Fechas               | Local en la ida | Global | Local en la vuelta | Ida | Vuelta |
| -------------------- | --------------- | ------ | ------------------ | --- | ------ |
| 16 y 23 de noviembre | Sacachispas     | 3−2    | Suchitepéquez      | 1−2 | 2−0    |
| 17 y 24 de noviembre | Aurora          | 4−5    | Mictlán            | 4−3 | 0−2    |

- Sacachispas y Mictlán clasifican a las Series de Ascenso 2025.

### Finales
| Ida; 30 de noviembre de 2024 | Sacachispas | 0:0 (0:0) | Mictlán | Estadio Las Victorias, Chiquimula |  |
| 20:00 (UTC-6)                |             | Reporte   |         |                                   |  |

| Vuelta; 8 de diciembre de 2024 | Mictlán                                                   | 3:0 (1:0) (Global 3:0) | Sacachispas | Estadio La Asunción, Asunción Mita |                          |
| 11:00 (UTC-6)                  | Renny Folleco 5' · Elmer Monroy 49' · Igor Dos Santos 53' | Reporte                |             | Árbitro(s): Luis Escobar           | Árbitro(s): Luis Escobar |

### Campeón
| Bandera de Jutiapa |
| Mictlán            |
| 3.° Título         |